# Торлейф Гольбюе
Торлейф Гольбюе (норв. Thorleif Holbye, 29 квітня 1883 — 19 жовтня 1959) — норвезький яхтсмен.
Олімпійський чемпіон 1920 року 8 метрів (за правилами 1907 року).